# Christopher Engelbrecht von Kursell
Christopher Engelbrecht von Kursell (1685-1756) est un homme de loi et un officier germano-balte qui fut capitaine la Confrérie de la Chevalerie Estonienne (Estländische Ritterschaft).
Seigneur de Echmes, Klein-Rude et Kurrefer, il est "créancier engagiste" (Pfandherr) et bailleur (Arrendator) de Neuenhof et Nömmküll et capitaine royal (Königlicher Schwedischer Kapitän). Il est capturé et emprisonné en Russie de 1709 à 1717. Il est capitaine de la Estländische Ritterschaft (1737–1740), premier magistrat d’Estonie (Estländischer Landrat) (1740) et Präsident des Konsistoriums (1743).
Il épouse le 4 mars 1722 à Reval Gertrude Helene von Tiesenhausen († 1742), puis Gertrude Sophie von Schwengelm (28 oct. 1742). Il est le père du général Christopher Heinrich von Kursell et de Moritz Engelbrecht von Kursell.

## Littérature
- Seraphim, Ernst: Der Feldoberst Klaus Kursell und seine Zeit. Ein Bild Estlands in der ersten Zeit schwedischer Herrschaft. Reval 1897 ; Bibliothek Livländischer Geschichte, Bd. 1
- Genealogisches Handbuch der adeligen Häuser B 13, 1980, S. 192